# Wolfram Fiedler
Wolfram Fiedler (Ilmenau, 29 de setembro de 1951 – Berlim, 11 de abril de 1988) foi um piloto de luge alemão-oriental que competiu entre meados da década de 1960 e meados da década de 1970. Ganhou duas medalhas de bronze nos Jogos Olímpicos de Inverno de 1972, em Sapporo, conquistando-as no evento masculino de individuais e duplas masculinas, respectivamente. 
Fiedler também ganhou duas medalhas no evento de individuais masculinos no Campeonato Mundial de Luge, com uma medalha de ouro em 1975 e uma de prata em 1973. 
Também ganhou três medalhas no evento de individuais masculinos no Campeonato Europeu de Luge, com duas medalhas de ouro (1972, 1976) e uma de prata (1975). 
Fiedler morreu de câncer em 1988. A pista de luge de verão em Ilmenau, sua cidade natal, foi nomeada em sua homenagem no ano seguinte. 